# Gay Games

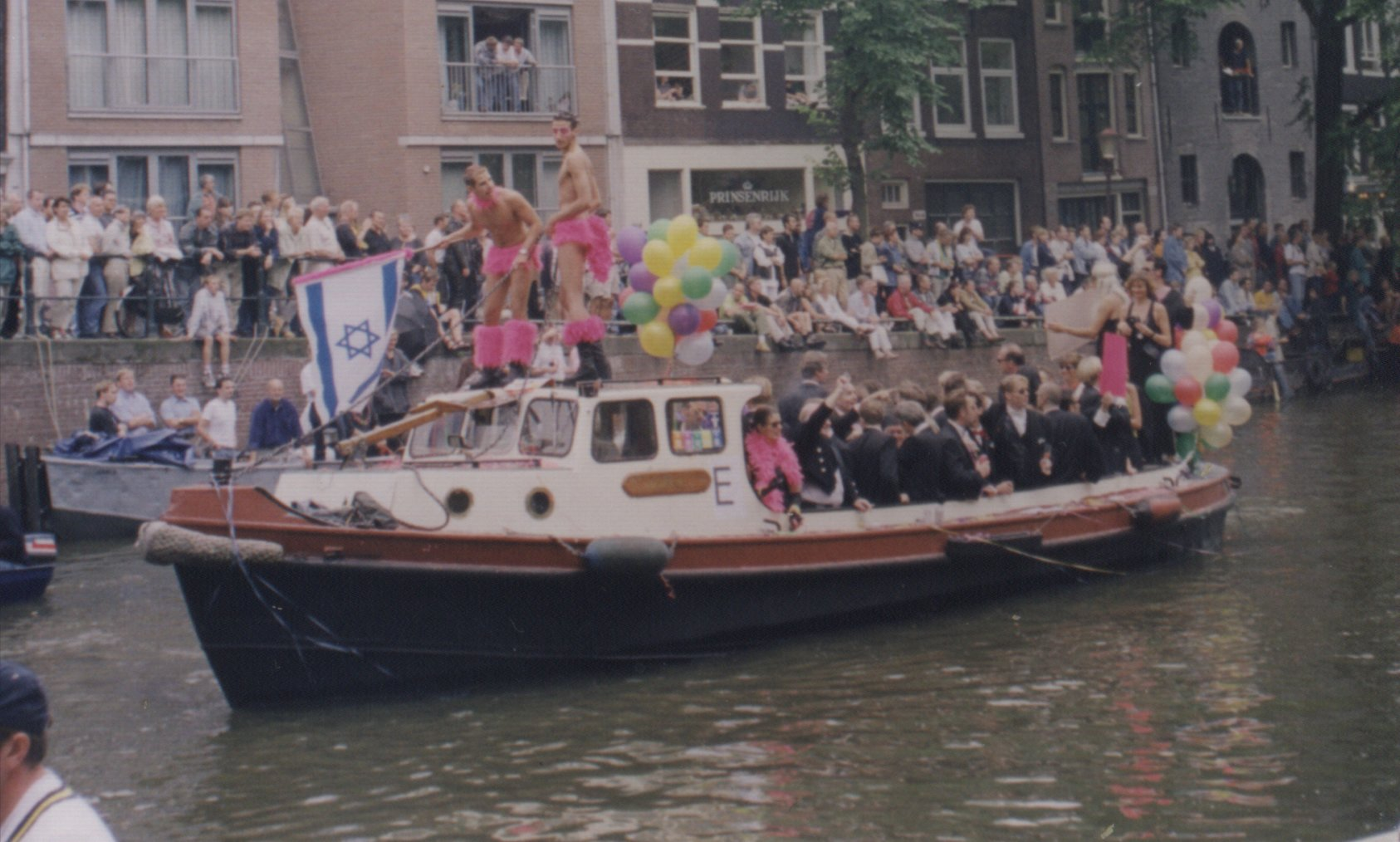
Gay Games 1998 i Amsterdam.

Gay Games är ett sportevenemang för HBTQ-personer (homosexuella, bisexuella samt transpersoner), som vill se sig som en HBT-motsvarighet till olympiska spelen. Spelen startades år 1982 i San Francisco på initiativ av bland andra läkaren och tiokamparen Tom Waddell och hålls vart fjärde år. Inledningsvis var avsikten att använda namnet Gay Olympics, men detta tilläts inte av Internationella olympiska kommittén.

## Gay Games genom åren
| Spel | År   | Ort                               | Deltagande idrottare        | Motto                 |  |
| ---- | ---- | --------------------------------- | --------------------------- | --------------------- |  |
| 1    | 1982 | San Francisco, USA                | 1 350                       | Challenge             |  |
| 2    | 1986 | San Francisco, USA                | 3 500                       | Triumph               |  |
| 3    | 1990 | Vancouver, Kanada                 | 7 300                       | Celebration           |  |
| 4    | 1994 | New York, USA                     | 11 000                      | Unity                 |  |
| 5    | 1998 | Amsterdam, Nederländerna          | 12 000                      | Friendship            |  |
| 6    | 2002 | Sydney, Australien                | 11 000                      | Under New Skies       |  |
| 7    | 2006 | Chicago, USA                      | 12 000 (Obekräftad uppgift) | Where the World Meets |  |
| 8    | 2010 | Köln, Tyskland                    | 12 000 (Obekräftad uppgift) | Be part of it         |  |
| 9    | 2014 | Cleveland, USA                    | 10 000                      |                       |  |
| 10   | 2018 | Paris, Frankrike                  | 10 317                      | All equal             |  |
| 11   | 2023 | Hong Kong och Guadalajara, Mexiko |                             |                       |  |

### 1982 – San Francisco
Det första Gay Games hölls i San Francisco den 28 augusti till 2 september 1982. Invigningen hölls på Kezar Stadium och totalt tävlade cirka 1 350 idrottare, från 12 länder, i 17 olika grenar.

### 1986 – San Francisco
Det andra Gay Games var dubbelt så stort som det första. Invigningen hölls den 10 augusti på Kezar Stadium, den 17 augusti avslutades tävlingarna på samma stadion. Tävlingarna lockade cirka 3 500 idrottare från 17 olika länder. De tävlade i 17 olika grenar.

### 1990 – Vancouver
Den tredje tävlingen blev också den första som hölls utanför USA. Spelen pågick mellan 4 augusti och 11 augusti 1990. Cirka 7 300 idrottare deltog tillsammans med cirka 1 500 personer som deltog i den kulturella festivalen som anordnas i samband med tävlingarna. Invigningen och avslutningen skedde i BC Place i Vancouver i Kanada, som 20 år senare skulle bli platsen för ceremonierna i samband med Olympiska vinterspelen 2010.

### 1994 – New York
Tävlingarna hölls i New York mellan den 18 juni och den 25 juni 1994.

### 1998 – Amsterdam
Tävlingarna hölls i Amsterdam 1–8 augusti 1998. Invignings- och avslutningsceremonin hölls på Amsterdam Arena. Det här var första gången som Gay Games hölls i Europa.

### 2002 – Sydney
Tävlingarna hölls i Sydney under den 2 november till 9 november 2002. Sydney tävlade med städer som Montréal, Toronto, Long Beach/Los Angeles och  Dallas.

### 2006 – Chicago
Tävlingarna hölls i Chicago från 15 juli till 22 juli 2006.

### 2010 – Köln
Tävlingarna hölls i Köln från 31 juli till 6 augusti 2010.

### 2014 – Cleveland
Tävlingarna hölls den 9 till 16 augusti 2014 i Cleveland, Ohio, USA.

### 2018 – Paris
Tävlingarna hölls mellan 4 och 12 augusti 2018 i Paris, Frankrike.

## Framtida event
- Hongkong 2023. Det blir första gången tävlingarna hålls i Asien.[1] Tävlingarna som skulle ha hållits mellan den 11 och 19 november 2022 har uppskjutits till november 2023 på grund av Covid-19-pandemin i Hongkong.[12]
- Valencia 2026. Det blir första gången tävlingarna hålls i ett spansktalande land.[13]